# 梁若衡
梁若衡 （1598年—1647年），字簡臣，號包山，廣東廣州府順德縣人，明朝政治人物、賜特用進士出身。

## 生平
為復社人士，崇禎十三年賜特用。歷官永福知縣，以丁憂歸、遷左州知州，不赴。清兵下廣州，與陳子壯謀舉兵，事泄，被執死。清乾隆四十一年賜諡“節愍”。

## 著作
擅詩文，著有《三水送家大人之任北雍時十月之望 其一》及《三水送家大人之任北雍時十月之望 其二》等詩。

## 家族
父梁亭表。